# Ivana Baquero
Ivana Baquero Macías (Barcelona, 11 de junio de 1994) es una actriz y modelo española. Ganó un Premio Goya a la mejor actriz revelación con tan solo 12 años por su interpretación en la película El laberinto del fauno en 2007.

## Biografía
Ivana Baquero nació el 11 de junio de 1994 y vive en Barcelona, España.
La primera película en la que actuó fue Romasanta. La caza de la bestia (2003) con Elsa Pataky, dirigida por Paco Plaza. Su segunda película es Rottweiler, con un pequeño papel como la hija de la protagonista. Su tercera película, de terror, fue Películas para no dormir: Cuento de Navidad, dirigida por Paco Plaza, y en la que es uno de los principales personajes. Su cuarta película es Maria I Assou, para la televisión de Cataluña. Su quinta película es Frágiles, dirigida por Jaume Balagueró; interpreta a Mandy. Su sexta película es El laberinto del fauno, dirigida por Guillermo del Toro, donde es la protagonista absoluta de la historia, interpretando a la fantasiosa niña Ofelia. Habla inglés, castellano, catalán y francés.
En 2009 participó en la película estadounidense The New Daughter, donde interpreta a Louisa, la hija de Kevin Costner. En 2014 participó en la película El club de los incomprendidos haciendo el papel de la tímida Meri. Ivana ha compaginado su carrera de actriz con los estudios de Derecho. Aunque ha aparecido pocas veces en la televisión española, ha trabajado en series internacionales para MTV, Las crónicas de Shannara, y para Netflix, Alta mar y La viuda negra (película de 2025) de Bambú Producciones.

## Premios

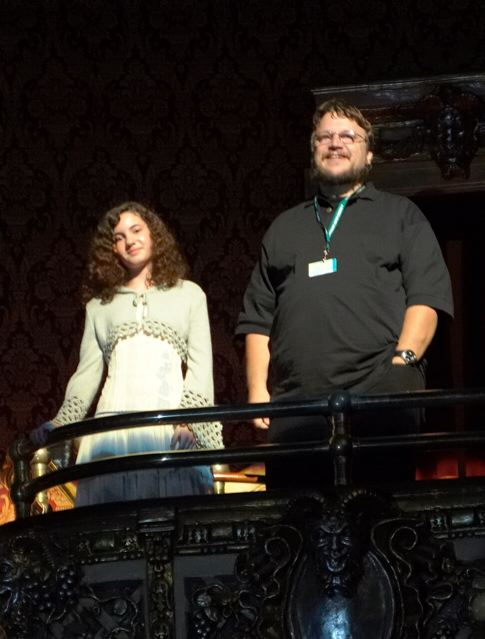
Ivana Baquero junto a Guillermo del Toro

### Obtenidos
- Turia Awards: Mejor Nueva Actriz (El laberinto del fauno).
- Spanish Actors Union Female (Categoría Femenina) (El laberinto del fauno).
- Premios ACE:' Mejor New Actress (El laberinto del fauno).
- Premios Goya 2007: Mejor Actriz Revelación (El laberinto del fauno).
- Saturn Awards: Mejor Performance by a Younger Actor (El laberinto del fauno).
- Imagen Awards: Mejor Actriz (El laberinto del fauno).
- Biznaga de plata: Mejor Actriz (Demonios tus ojos).

### Nominaciones
- Young Artist Award: Mejor Performance in an International Feature Film - Leading Young Actor or Actress (El laberinto del fauno).
- Cinema Writers Circle (Spain): Mejor New Artist (Premio Revelación) (El laberinto del fauno).
- Chicago Film Critics Association Awards: Most Promising Performer (El laberinto del fauno).
- Broadcast Film Critics Association Awards: Mejor Young Actress (El laberinto del fauno).
- Academy of Science Fiction, Fantasy & Horror Films: Mejor Performance by a Younger Actor (El laberinto del fauno).
- Premis Butaca 2007: Mejor Actriz Catalán (El laberinto del fauno).

## Filmografía

### Películas
| Películas | Películas                       | Películas                | Películas                                | Películas        |
| Año       | Título                          | Personaje                | Dirección                                | Notas            |
| --------- | ------------------------------- | ------------------------ | ---------------------------------------- | ---------------- |
| 2004      | Romasanta. La caza de la bestia | Ana                      | Paco Plaza                               | Papel principal  |
| 2004      | Rottweiler                      | Esperanza                | Brian Yuzna                              | Papel principal  |
| 2005      | Frágiles                        | Mandy                    | Jaume Balagueró                          | Papel secundario |
| 2006      | El laberinto del fauno          | Ofelia / Princesa Moanna | Guillermo del Toro                       | Papel principal  |
| 2008      | La mujer del anarquista         | Paloma (15 años)         | Marie Noëlle y Peter Sehr                | Papel secundario |
| 2009      | The New Daughter                | Louisa James             | Luis Berdejo                             | Papel principal  |
| 2010      | Absència                        | Lena                     | Javi Muñoz                               | Cortometraje     |
| 2011      | The Red Virgin                  | Hildegart Rodríguez      | Sheila Pye                               | Cortometraje     |
| 2013      | Another Me                      | Kaylie                   | Isabel Coixet                            | Papel principal  |
| 2014      | Gelo                            | Catarina / Joana         | Gonçalo Galvão Teles y Luís Galvão Teles | Papel principal  |
| 2014      | El club de los incomprendidos   | Meri                     | Carlos Sedes                             | Papel principal  |
| 2016      | Como lágrimas en la sal         | Lia                      | Helena Mariño Ruiz                       | Cortometraje     |
| 2018      | Demonios tus ojos               | Aurora                   | Pedro Aguilera                           | Papel principal  |
| 2019      | Feedback                        | Claire                   | Pedro C. Alonso                          | Papel principal  |
| 2021      | Black Friday                    | Marnie                   | Casey Patrick Tebo                       | Papel principal  |
| 2025      | La viuda negra                  | Maje                     | Carlos Sedes                             | Papel principal  |

### Televisión
| Series de televisión | Series de televisión                        | Series de televisión  | Series de televisión | Series de televisión           |
| Año                  | Título                                      | Personaje             | Cadena               | Notas                          |
| -------------------- | ------------------------------------------- | --------------------- | -------------------- | ------------------------------ |
| 2005                 | Maria i Assou                               | Nicole                | TV3                  | Película para televisión       |
| 2005                 | Películas para no dormir: Cuento de Navidad | Mónica Gallart "Moni" | Tele5                | Película para televisión       |
| 2016-2017            | Las crónicas de Shannara                    | Eretria               | MTV                  | Elenco principal; 20 episodios |
| 2019-2020            | Alta mar                                    | Eva Villanueva        | Netflix              | Elenco principal; 22 episodios |